# Alfred Groussiaut
Alfred Groussiaut est un joueur français de volley-ball né le 18 mars 1988. Il mesure 1,92 m et joue réceptionneur-attaquant.

## Biographie
En 2012, il met fin à sa carrière pour suivre une formation biblique en Belgique et consacrer une grande partie de son temps à l'étude du christianisme.

## Clubs
| Club               | Pays   | De        | À         |
| ------------------ | ------ | --------- | --------- |
| Arago de Sète      | France | 2007-2008 | 2008-2009 |
| Asnières Volley 92 | France | 2009-2010 | 2011-2012 |